# Oligia laevigata
Oligia laevigata là một loài bướm đêm trong họ Noctuidae.